# Emys
Emys ist eine Gattung der Neuwelt-Sumpfschildkröten (Emydidae).

## Beschreibung
Die Arten der Gattung Emys sind kleine bis mittelgroße Sumpfschildkröten. Die maximale Länge des Panzers (Stockmaß) beträgt 230 Millimeter, die Tiere bleiben jedoch oft viel kleiner. Im Schultergürtel sind zusätzliche Suprascapula vorhanden. Im Gegensatz zu den Gattungen Emydoidea und Terrapene fehlen jedoch Episcapula. Es ist mindestens bei Jungtieren ein schwacher Mediankiel vorhanden. Adulte Tiere besitzen keine Axillar- und Inguinalschilde. Die knöcherne Verbindung zwischen Carapax und Plastron ist reduziert. Plastralstreben fehlen. Das Scharnier zwischen Hyo- und Hypoplastron ist schwach. Zwischen den Analia ist der Hinterrand des Plastron nicht oder nur gering ausgeschnitten. Die Tiere sind langschwänzig. An den Vorder- und den Hinterfüßen befinden sich Schwimmhäute. An den Vorderfüßen sind je 5, an den Hinterfüßen je 4 Krallen vorhanden. Das untere Ende des Jugale reicht am Hinterrand des Maxillares entlang nach innen bis zum Pterygoid. Die Frontale hat keinen Kontakt zum Orbitalrand, da die entsprechenden Knochenelemente durch Praefrontale und Postorbitale nach innen abgedrängt werden. Das Foramen palatinum posterius ist als großes Fenster entwickelt. Das Foramen caroticopharyngeale ist klein bis mäßig groß. Es befindet sich zwischen Pterygoid und Basisphenoid abseits der Naht.

## Vorkommen
Das Areal der Gattung umfasst Europa, Nordafrika und Westasien bis zum Aralsee.

## Systematik
Die Gattung Emys wurde 1806 von André Marie Constant Duméril erstbeschrieben. Sie umfasst derzeit folgende drei rezente Arten:
- Amerikanische Sumpfschildkröte (Emys blandingii (Holbrook, 1838), Syn.: Emydoidea blandingii)
- Europäische Sumpfschildkröte (Emys orbicularis (Linnaeus, 1758))
- Sizilianische Sumpfschildkröte (Emys trinacris Fritz, Fattizzio, Guicking, Tripepi, Pennisi, Lenk, Joger & Wink, 2005)

## Belege
- Uwe Fritz: Die Schildkröten Europas. AULA-Verlag, Wiebelsheim 2012, ISBN 978-3-89104-761-3.

## Weiterführende Literatur
- Phillip Q. Spinks, H. Bradley Shaffer: Conflicting Mitochondrial and Nuclear Phylogenies for the Widely Disjunct Emys (Testudines: Emydidae) Species Complex, and What They Tell Us about Biogeography and Hybridization. In: Systematic Biology. Band 58, Nr. 1, 2009, S. 1–20, doi:10.1093/sysbio/syp005.